# Крак

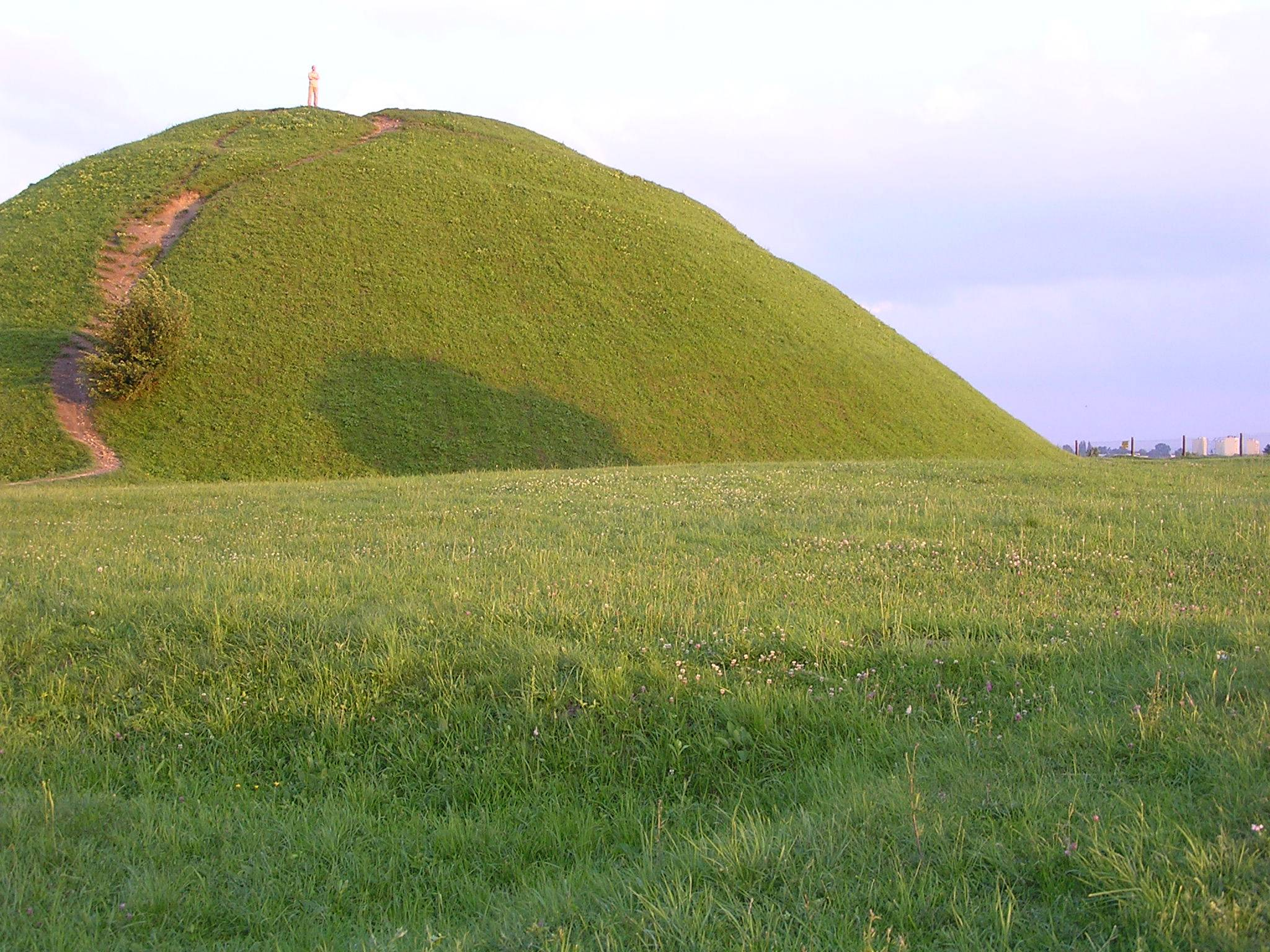
Курган Крака або Копець Крака

Крак, також відомий як Krakus чи Gracchus — легендарний польський князь, засновник Кракова. Дата його народження, смерті і роки правління невідомі.
За словами Кадлубека, свідчення якого є найдавнішими, Крак був одним із князів/намісників поляків, що ратились із галлами в Паннонії чи Каринтії (літописець того прямо не вказує), після чого був обраний королем і дав початок організації польської держави.

## Легенди

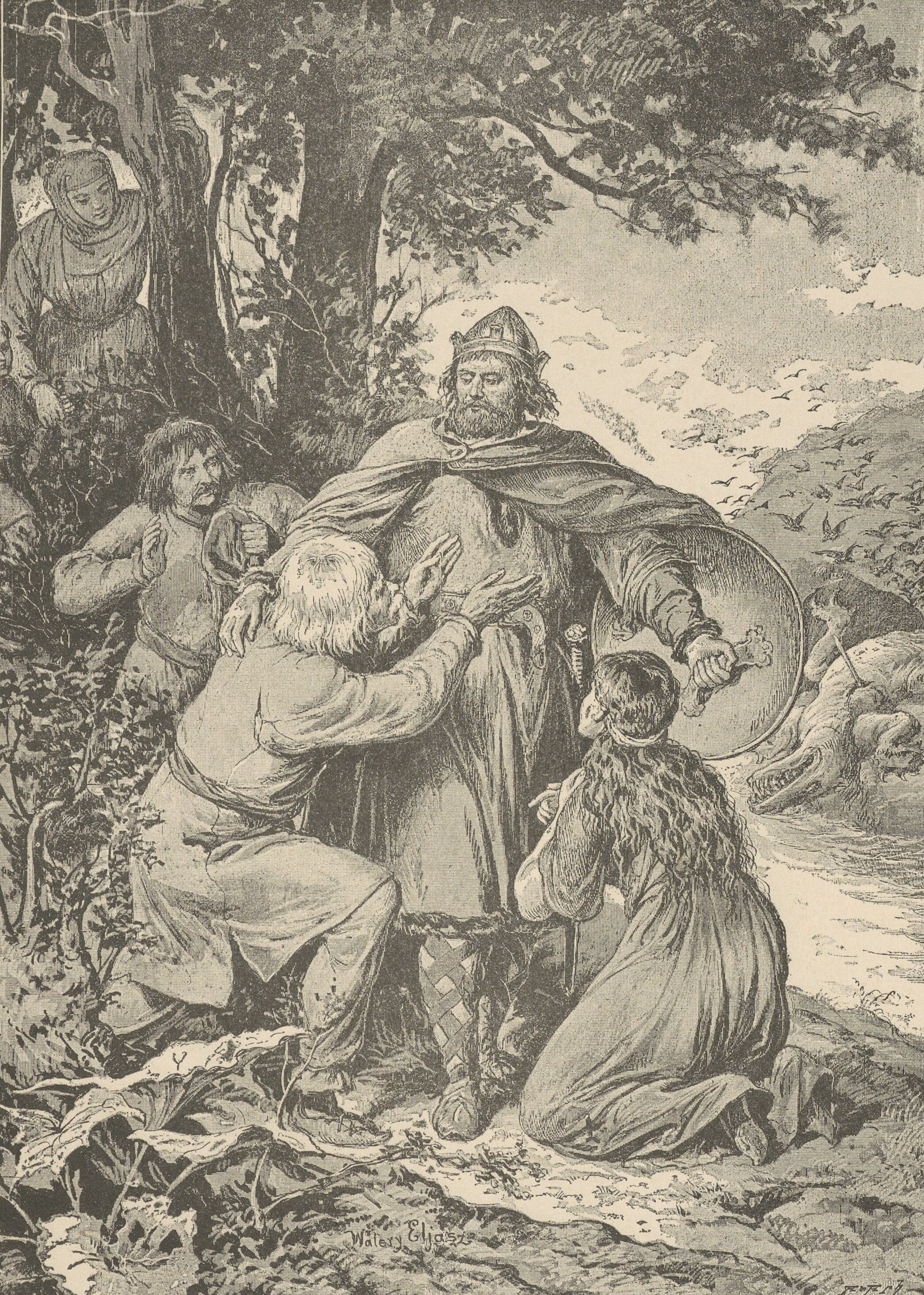
Таким Крака побачив Валерій Ельяш-Радзіковський

Після повернення на польські землі проголошений королем. Мав двох синів (Крака II i Леха II) та дочку. Його сини вбили страшного вавельського дракона, a Лех II через заздрощі вбив свого брата. Інша легенда розповідає про те, що сам Крак вбив того дракона. Дочку звали Вандою i вона є героїнею іншої легенди.
Легенда про Крака подібна до чеського Крока, а мотив битви із драконом імовірно запозичений з легенди про Св. Юрія. Хоч і вважається найстарішою польською легендою, проте містить сліди подій VII i VIII століть. Після смерті Крака йому насипали високий курган (Курган Крака), де згідно з легендою він і спочиває. Жителі Кракова носили землю на той курган в рукавах, після чого виникло свято Рекавка (рукав польською буде rękaw), а сам курган назвали Краковим.
Постать князя Крака знову з'являється у XX столітті, проте тільки в творах Станіслава Пагачевські.
Крака називають Змієборцем.

## З хронікиВінсента Кадлубека

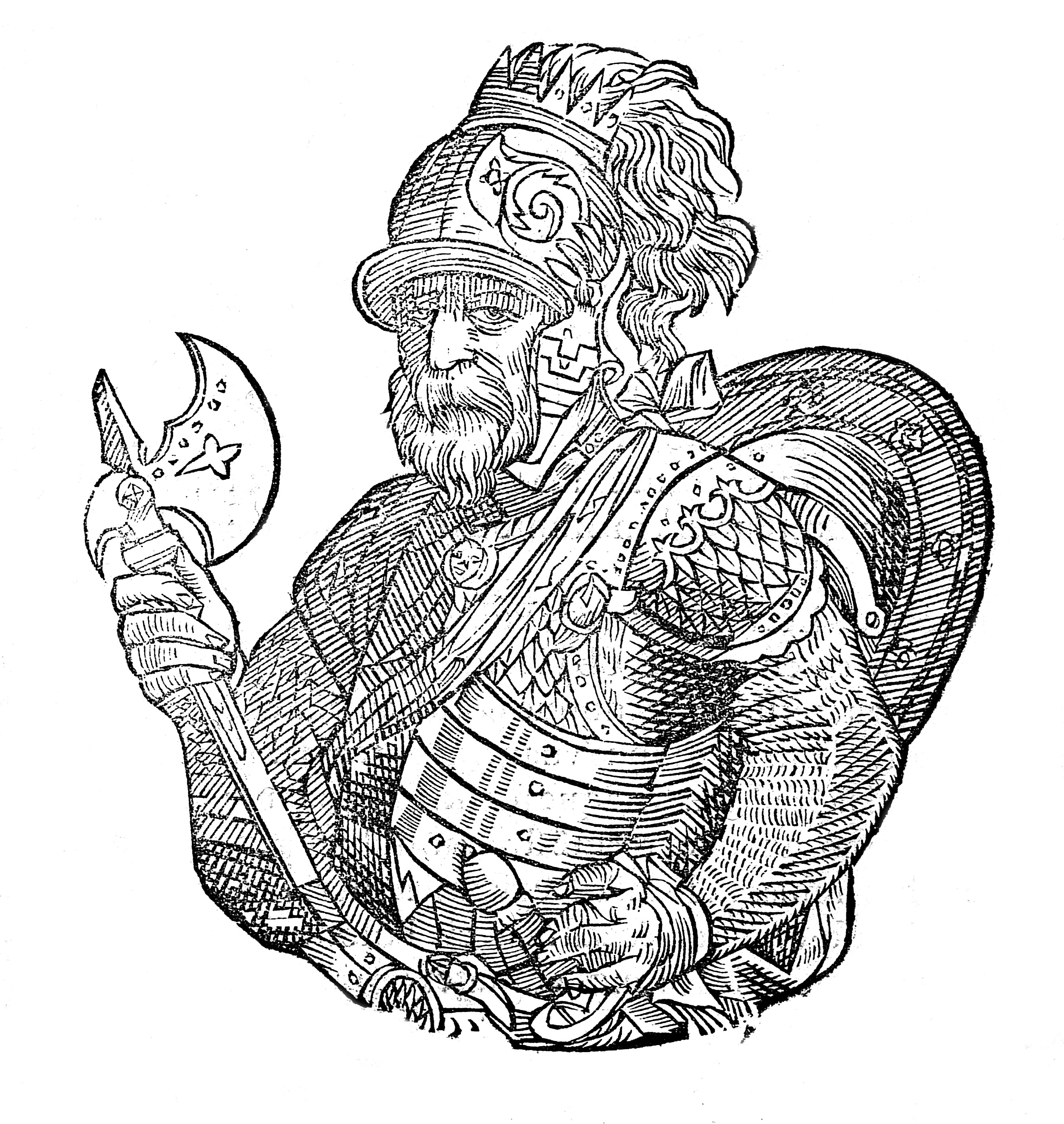
Алессандро Ґуаґніні, Sarmatiae Europeae descriptio, Спіра, 1581

Легенда про Крака починається у Кадлубека з подій після війни з римлянами, де згадується, що праполяки вибрали Крака князем. Потім Кадлубек стисло описує події, що пов'язані з іншим племенем, сусідами поляків, — галлами. Вони почали переселятись в Паннонію, що призвело до війн із праполяками, оскільки на тих землях в Середньовіччі жили слов'яни. Такий стан речей показав перші відцентрові тенденції — загрозу розпаду держави і поділ на племена. Для того, щоб уникнути руйнації держави, Крак, повернувшись із походу в Каринтію, збирає загальне віче, на якому отримує підтримку народу. Кадлубек приписує йому такі слова: «Як світ без сонця, так і країна без короля…»